# Cossern

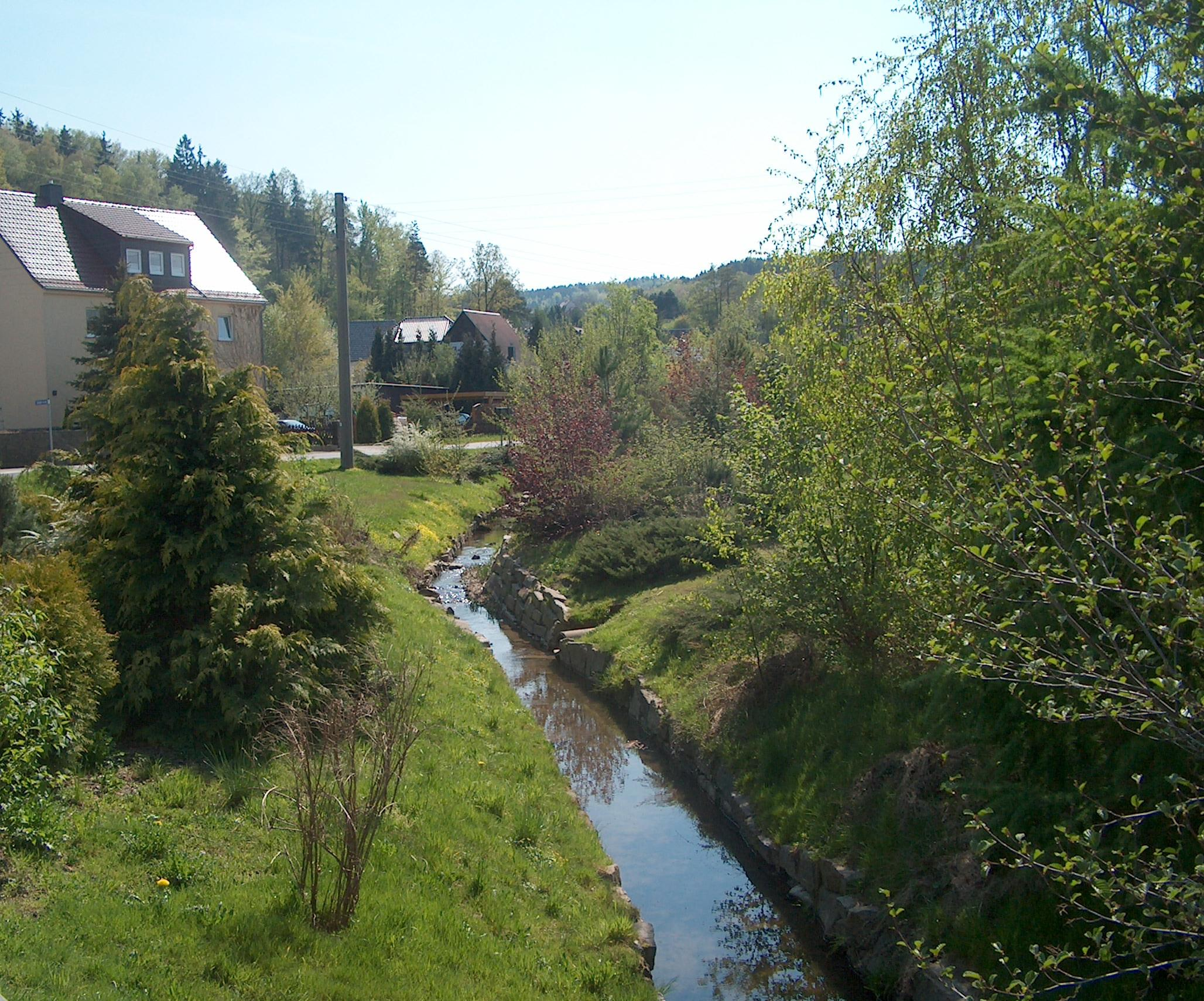
Cossern

Cossern (sorbisch Kosarnjaⓘ) ist eine Ortschaft zugehörig zur Gemeinde Doberschau-Gaußig in der sächsischen Oberlausitz und befindet sich am westlichen Rand der aus 21 Ortsteilen bestehenden Gemeinde. In Cossern leben 80 Einwohner (Stand 2022).

## Geografie
Cossern befindet sich im Oberlausitzer Gefilde unterhalb des östlichen Hangs des Klosterberges, welcher zum Nordwestausläufer des Lausitzer Berglandes gehört. Durch den Ort fließt das Naundorfer Wasser, ein rechter Quellbach des Schwarzwassers.
Cossern ist ein Reihendorf bestehend aus Zwei- und Dreiseitgehöften. Die Erdgeschosse der Gehöfte wurden aus Granodioritbruchsteinen errichtet, die verbretterte, oft mit Schiefern behangene, Fachwerkobergeschosse tragen. In der Talaue stehen Häusler- und Gartennahrungsanwesen.
Am Ortsausgang in Richtung Medewitz befindet sich an einer Stützmauer nahe der Brücke über das Naundorfer Wasser ein Granodioritblock mit Inschrift. Der Hungerstein trägt eine Nachricht des Bauern Michael Paulick über eine Teuerung um das Jahr 1800.

### Nachbarorte
|             | Medewitz                                    | Zockau |
| Klosterberg | Kompassrose, die auf Nachbargemeinden zeigt | Gaußig |
| Tröbigau    | Naundorf                                    |        |

## Geschichte
Die erste urkundliche Erwähnung erfolgte 1355 als Coserin. Bis ins Jahr 1764 gab es fortgesetzte Flurstreitigkeiten zwischen Medewitz (zur Oberlausitz) und Cossern (Meißnisch) um den Verlauf der Landesgrenze.
Als eigenständige Gemeinde bestand Cossern bis 1934, bevor es nach Naundorf eingemeindet wurde, mit diesem zusammen dann 1994 nach Gaußig und schließlich 1999 in die Gemeinde Doberschau-Gaußig.
Für seine Statistik über die sorbische Bevölkerung der Lausitz ermittelte Arnošt Muka in den 1880er Jahren eine Bevölkerungszahl von 179 Einwohnern, davon 90 Sorben (50 %). Das Dorf lag am südwestlichen Rand des sorbischen Kernsprachgebietes. Der Sprachwechsel erfolgte überwiegend in der ersten Hälfte des 20. Jahrhunderts, so zählte Ernst Tschernik 1956 in der Gemeinde Naundorf, zu der Cossern mittlerweile gehörte, einen sorbischsprachigen Bevölkerungsanteil von nur noch 2,7 % und insgesamt nur 15 Sprecher, darunter drei Jugendliche. Mittlerweile ist die sorbische Sprache ganz aus dem Ortsalltag verschwunden. Anders als der Rest der Gemeinde zählen Cossern und Naundorf nicht mehr zum amtlichen sorbischen Siedlungsgebiet.

## Wirtschaft und Infrastruktur
Haupterwerbsquelle der Cosserner Bevölkerung ist traditionell die Landwirtschaft.
Von Cossern aus bestehen direkte Busverbindungen nach Bischofswerda sowie Demitz-Thumitz. Die Bahnstrecke Görlitz–Dresden führt nur etwa einen Kilometer entfernt an der Ortschaft vorbei, die nächstgelegenen Bahnhöfe befinden sich jedoch in Demitz-Thumitz (etwa 4 km) bzw. Seitschen (etwa 6 km entfernt). Das nächstgelegene Lebensmittelgeschäft befindet sich im Demitz-Thumitzer Ortsteil Wölkau.